# Zamek w Wieluniu

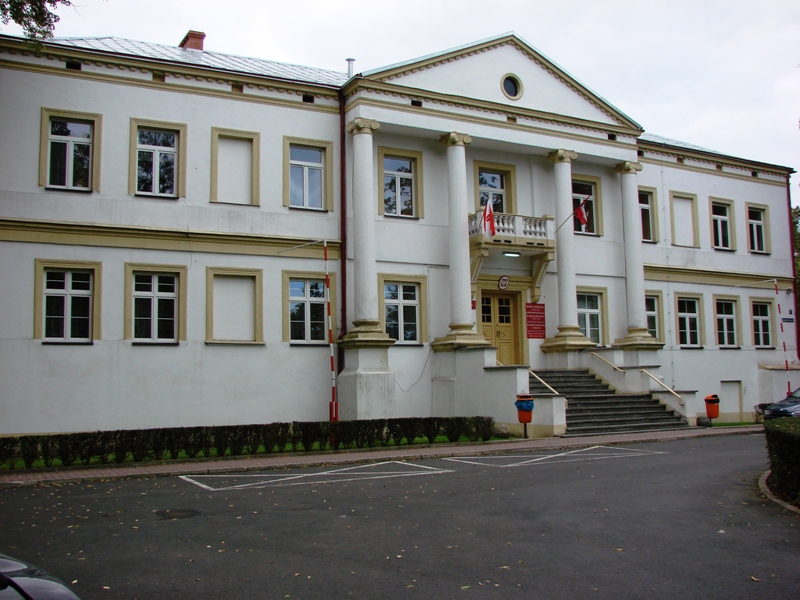
Starostwo powiatowe w Wieluniu

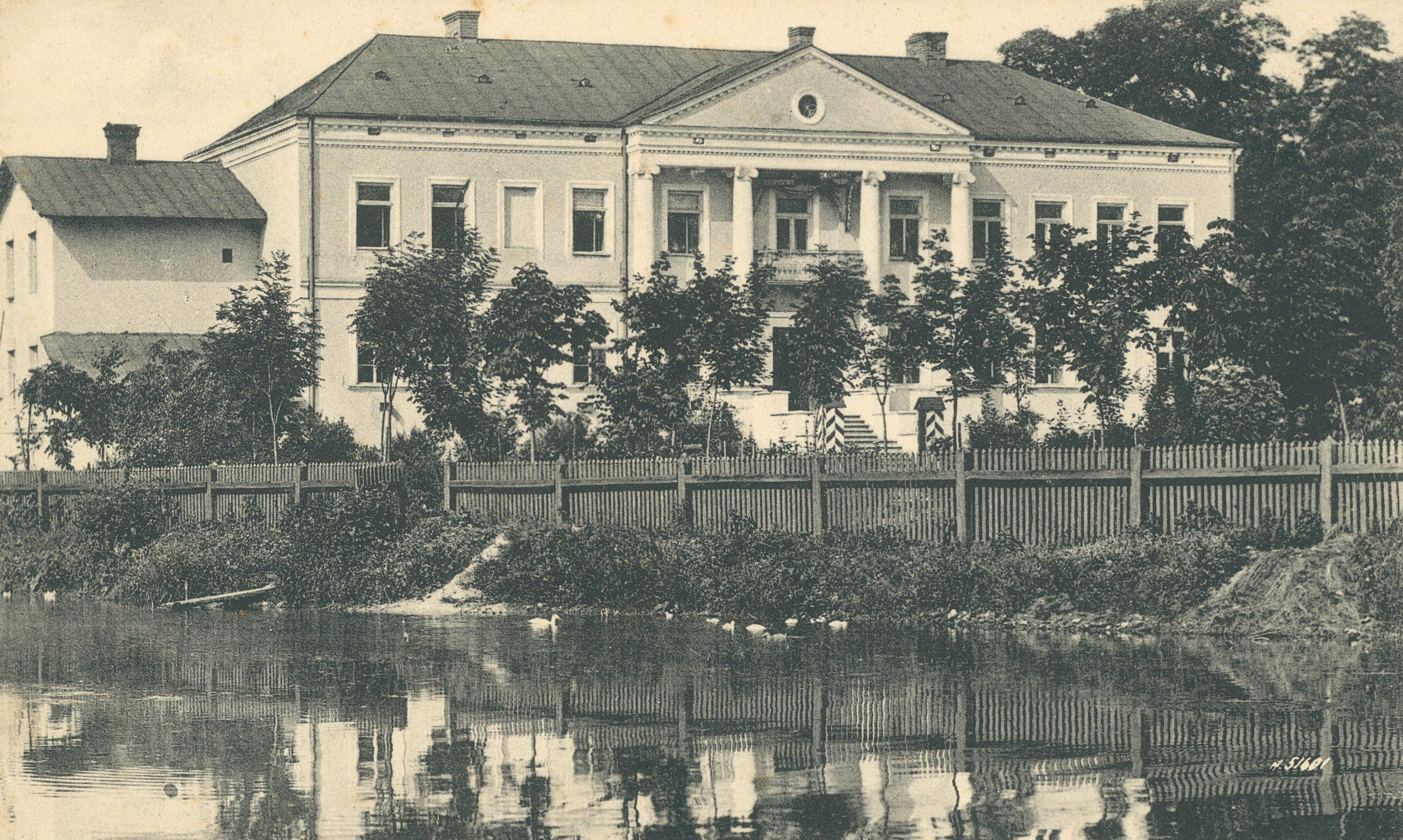
Wygląd budynku około 1906–1918

Zamek w Wieluniu − obecnie nieistniejąca budowla, na której fundamentach stoi klasycystyczny budynek starostwa powiatowego.
 Piwnice zamku znajdujące się w budynku starostwa wpisane są do rejestru zabytków pod nr rej.: 971 z 30.12.1967

## Historia
Powstanie pierwszej warowni w Wieluniu łączone jest z przeniesieniem siedziby ośrodka administracyjnego – kasztelanii – z pobliskiej Rudy do Wielunia. Po raz pierwszy castrum Wilyn wzmiankowany był w 1311 r.
Z relacji kronikarza Janka z Czarnkowa wynika, że Wieluń został ufortyfikowany za panowania Kazimierza Wielkiego, który przypuszczalnie po pożarze miasta w 1335 roku, oprócz kamiennych murów obronnych, wzniósł też gotycki zamek w miejscu drewnianej fortyfikacji.
W 1388 r. na dokumencie sporządzonym in castro Vielunensi, odnotowano Martino minore rectore castri Vielunensis. W dokumencie fundacyjnym Władysława Jagiełły z 1393 r. znajduje się nadanie dla kaplicy św. Katarzyny in castro nostro Velunensi. Funkcjonujący w XIV w. zamek w Wieluniu stał się ośrodkiem kompleksu królewszczyzn oraz centrum dystryktu sądowniczego. Po śmierci Kazimierza Wielkiego zamek, wraz z całą ziemią wieluńską, znalazł się w posiadaniu Władysława Opolczyka. Wieluń stał się wówczas stolicą jego władztwa, a sam Opolczyk tytułował się księciem wieluńskim. Rządy Władysława Opolczyka w ziemi wieluńskiej zostały przerwane w 1391 r., gdy zbrojnie wkroczył tu Władysław Jagiełło. Miasto otworzyło wówczas bramy królowi polskiemu, a zamek został zdobyty po krótkim oblężeniu. Zamek był miejscem wydarzeń państwowej i międzynarodowej rangi. Tutaj Władysław Jagiełło podpisał edykt przeciwko innowiercom. W niespokojnych czasach wojen na Śląsku i terenach przygranicznych, jakie miały miejsce w okresie od 1432-1474, na wieluńskim zamku podpisywano traktaty  pokojowe z książętami i miastami śląskimi. W połowie XV wieku miasto zostaje zniszczone, a zamek doszczętnie spalony przez wojska księcia oświęcimskiego Janusza. Wygaśnięcie konfliktów na pograniczu polsko-śląskim oraz wzrost zaangażowania Jagiellonów na wschodzie, doprowadził do stopniowego spadku wysokiej rangi zamku jaką posiadał w XV w. Warownia została odbudowana dopiero w drugiej połowie XVI wieku. W XVI wieku starostwo wieluńskie zostało włączone do dóbr stołowych (prywatnych) królowej Bony Sforzy. Od tego czasu, stosunkowo często wieluński zamek gościł królewskie małżonki lub siostry. Nierzadko były to pobyty wielomiesięczne. Jesień 1553 r. spędziła na zamku, królowa węgierska Izabela Jagiellonka i tu przyjmowała poselstwa. Latem 1559 r. zamek gościł królową Katarzynę Habsburżankę, trzecią żon Zygmunta Augusta oraz jego siostry Annę i Katarzynę. Królowa przebywała w Wieluniu również jesienią 1559 r. oraz dziewięć miesięcy w roku 1566, przed swoim wyjazdem z Polski. W 1588 roku pod miastem stanęły wojska arcyksięcia Maksymiliana Habsburga, pretendenta do korony polskiej. Z obawy przed zniszczeniami podstarości, pod nieobecność starosty Aleksandra Koniecpolskiego, poddał miasto i zamek Habsburgowi. Arcyksiążę przebywał w Wieluniu od 13 do 22 stycznia 1588 roku. W 1631 r. w Wieluniu wybuchł wielki pożar, który zniszczył zamek tak bardzo, że pozostały jedynie mury i dwa sklepione pomieszczenia służące za archiwum. 
Odbudowany zamek od listopada 1655 r. do maja 1656 r. zajmował oddział wojsk szwedzkich, który w styczniu 1656 r. zdołał się obronić przed atakiem oddziałów polskich, które pod dowództwem Krzysztofa Żegockiego zdobyły miasto. Wojska szwedzkie wycofując się z Wielunia wiosną 1656 r. spaliły zamek. Przed 1673 r. starosta Hieronim Olszowski odbudował obiekt własnym kosztem. Odbudowę zrealizowano około roku 1673, jednak pozbawiając zamek cech obronnych. W 1727 r. zamek ponownie strawił pożar. Odbudowano go częściowo w 1747 roku.
W roku 1791 zamek strawił pożar. Zachowały się jedynie wieża i fragmenty murów, dlatego zaczęto go powoli rozbierać. Na początku XIX w. znajdowały się tu lazaret i magazyny wojskowe, później (w latach 20.) manufaktura sukiennicza Jana Karneckiego; następnym właścicielem zamku był Jan Teodor Parys. Ruiny w 1837 r. kupił komisarz obwodu wieluńskiego, Fryderyk August Goleński. Do 1843 r. zbudował on na fundamentach dawnego zamku klasycystyczny pałac. Do naszych czasów z warowni przetrwały jedynie gotyckie piwnice.